# Saison 8 de Famille d'accueil
Chronologie
Saison 7 Saison 9
Cet article présente les épisodes de la huitième saison de la série télévisée française Famille d'accueil (2001-2016).

## Distribution

### Acteurs principaux
- Virginie Lemoine : Marion Ferrière
- Christian Charmetant : Daniel Ferrière
- Lucie Barret : Charlotte Ferrière
- Samantha Rénier : Juliette Ferrière
- Smaïl Mekki : Khaled
- Doriane Louisy Louis-Joseph : Louise Ferrière
- Antoine Ferey : Tim Ferrière
- Ginette Garcin : tante Jeanne

### Acteurs récurrents
- Delphine Serina : Élise, ex de Daniel et mère de Valentin
- Gari Kikoïne : Valentin, fils d'Élise et Daniel

## Épisodes

### Épisode 1:Demain peut-être
- France : 2009 sur France 3

### Épisode 2:Fils de guerre
Marion et Daniel toujours séparés accueillent un africain de 13 ans qui a fait la guerre dans son pays. 
Élise, l'ex de Daniel pense que leur fils Valentin se drogue.

### Épisode 3:Esprit d'entreprise
- France : 2009 sur France 3

Jules, un garçon très débrouillard de 14 ans, a créé sa propre entreprise et voudrait déjà prendre en charge sa famille. Grâce à l'aide de sa mère, qui le soutient et lui sert de représentant légal, il est désormais à la tête d'une petite société d'import. Mais son père, un docker, ne voit pas d'un très bon œil les rêves de réussite de son fils, qui remettent en cause son rôle au sein de la famille. Le conflit atteint un tel point que Jules doit être placé chez Marion. Daniel, lui, croit pouvoir redresser seul les finances désastreuses de sa famille. En secret, Jeanne et les enfants organisent à cet effet un «danielothon».

### Épisode 4:À la vie à la mort
- France : 2009 sur France 3

Comment vivre après un pacte suicidaire quand on est la survivante ? Comment Lisa parviendra-t-elle à retrouver le chemin de la vie ? Tandis que la jeune fille se débat avec ses démons, tante Jeanne et les enfants sont persuadés que Marion et Daniel ont pris le chemin de la réconciliation. Tous ignorent que Marion ne partage pas du tout cet état d'esprit. Pour elle, la séparation est consommée et il ne s'agira plus de revenir en arrière. Daniel, de son côté, s'apprête à lancer l'opération reconquête, plein d'espoir. Mais il tombe des nues lorsqu'il l'aperçoit dans les bras d'un séduisant trentenaire.

### Épisode 5:L'Autre Peine
- France : 2009 sur France 3

Alors que Marion et Daniel sont sur le point de rompre, ce dernier est victime d'un accident de la route et se retrouve dans le coma. Pour compliquer la situation, Tim se met en tête de se venger de son demi-frère, qu'il juge responsable de cet accident. Marion culpabilise : si, à force de s'occuper des enfants des autres, elle avait négligé les siens ? C'est alors que Matt arrive chez les Ferrière. À 17 ans, cet adolescent a tout pour être heureux. Sauf que ses parents, riches industriels, viennent d'être arrêtés pour abus de biens sociaux. Son monde s'écroule, laissant place à la colère et à la désillusion.

### Épisode 6:Un monde parfait
- France : 2009 sur France 3

Aurore, 14 ans, est placée chez les Ferrière après sa demande auprès de Benjamin. Celle-ci affirme que sa famille est prisonnière d'une secte et souhaite les en libérer. 

### Épisode 7:Chat de gouttière
- France : 2009 sur France 3

Pauline est accueillie chez les Ferrière. Elle est fâchée avec sa mère et vivait dans la rue. Elle a besoin de se réadapter à la vie dans une maison.
Elle vole de l'argent aux Ferrière pour pouvoir partir avec son petit ami, mais celui-ci part avec une autre. Pauline va vivre en foyer et commencer une nouvelle vie.
Après son accident, Daniel est à l'hôpital. Ses enfants s'occupent de son entreprise.

### Épisode 8:En milieu ordinaire
- France : 2009 sur France 3

Eliott, un petit garçon, arrive chez Marion, en attendant la décision du juge pour sa tutelle, car ses parents sont morts.
Il aimerait que ce soit sa grande sœur qui l'élève. Mais elle est en fauteuil roulant et le juge hésite. Finalement, elle deviendra sa tutrice. 
Daniel rentre de l'hôpital et tous s'occupent - trop ! - de lui. 
Tim, qui en veut beaucoup à Valentin, découvre qu'il avait fumé du cannabis lors de l'accident et qu'il en est donc bien le responsable, même si Daniel le défend. Énervé, Tim abime la voiture de Valentin à coups de masse.

### Épisode 9:La Tête dans les étoiles
- France : 2009 sur France 3

### Épisode 10:Ma mère à moi
- France : 2009 sur France 3

### Épisode 11:Enfant sans frontières
- France : 2009 sur France 3

Les Ferrière accueillent Zoé, la fille d'un couple qui va divorcer. Le père est français, la mère est allemande. L'avocat de l'enfant s'entend avec Jeanne. Tim découvre que Valentin s'est sacrifié pour lui.

### Épisode 12:Enfant de la balle
- France : 2009 sur France 3

Marion a perdu son travail à l'ASE, mais elle recueille un africain qui s'appelle Léon et qui a 14 ans et demi. Léon ment sur son âge et pense qu'un certain Monsieur Louis va le prendre en charge, mais l'agent est-il sincère ? Pendant ce temps, Jeanne doit suivre un stage de sensibilisation au code de la route.